# Leun
Leun is een gemeente in de Duitse deelstaat Hessen, gelegen in de Lahn-Dill-Kreis. De gemeente telt 5.716 inwoners.

## Geografie
Leun heeft een oppervlakte van 28,66 km² en ligt in het centrum van Duitsland, iets ten westen van het geografisch middelpunt.

## Plaatsen in de gemeente Leun
- Biskirchen
- Bissenberg
- Lahnbahnhof
- Leun
- Stockhausen

## Geboren in Leun
- Harald Turner (1891-1947), SS-generaal

Aßlar · Bischoffen · Braunfels · Breitscheid · Dietzhölztal · Dillenburg · Driedorf · Ehringshausen · Eschenburg · Greifenstein · Haiger · Herborn · Hohenahr · Hüttenberg · Lahnau · Leun · Mittenaar · Schöffengrund · Siegbach · Sinn · Solms · Waldsolms · Wetzlar